# Željka Markić
Željka Markić (născută Živković; n. 11 noiembrie 1964, Zagreb, Republica Socialistă Croația, RSF Iugoslavia) este un medic croat, femeie de afaceri, jurnalist, traducător și activist conservator.

## Biografie
S-a născut la Zagreb în 1964, fiind cel mai vechi dintre cei șase copii. A urmat Gimnaziul clasic la Zagreb și a absolvit Facultatea de Medicină de la Universitatea din Zagreb. 
A lucrat ca reporter de război în timpul războiului de independență croat și mai târziu pentru BBC, NBC și RAI II. Ea a fost redactor la programul de știri Nova TV din 2004 până în 2007. Ea a mai editat și emisiuni de televiziune pe Radiotelevisionul Croat (HRT). MarkiĆ a contribuit la Human Right Watch din 1992 până în 1994. 
Este autorul celor câteva filme documentare de pe BBC și Channal 4, cum ar fi Guy Smith, Corespondent și Unforgiving și co-director al filmului documentar Children of War împreună cu Alan Raynolds.
A tradus lucrările lui John Grisham, Antonio A. Borelli și Roy Gutman. 
A fost primul președinte al Partidului Conservator Hrvatsi rast (HRAST) și fondator al filialei croate a organizației Meals din Mary.
Este unul dintre organizatorii-cheie ai referendumului constituțional croat, 2013, pentru care Uime obitelji civic inițiale (în numele familiei) a colectat 749613 de semnături.
Este căsătorită cu medicul Tihomir Markić, cu care are patru fii. 
Opoziția lui Markić față de drepturile LGBT a formulat în mod repetat critici în mass-media. Ea sa opus ratificării de către Croația a Convenției de la Istanbul privind prevenirea violenței împotriva femeilor și violenței în familie.